# Marcian Edward Hoff

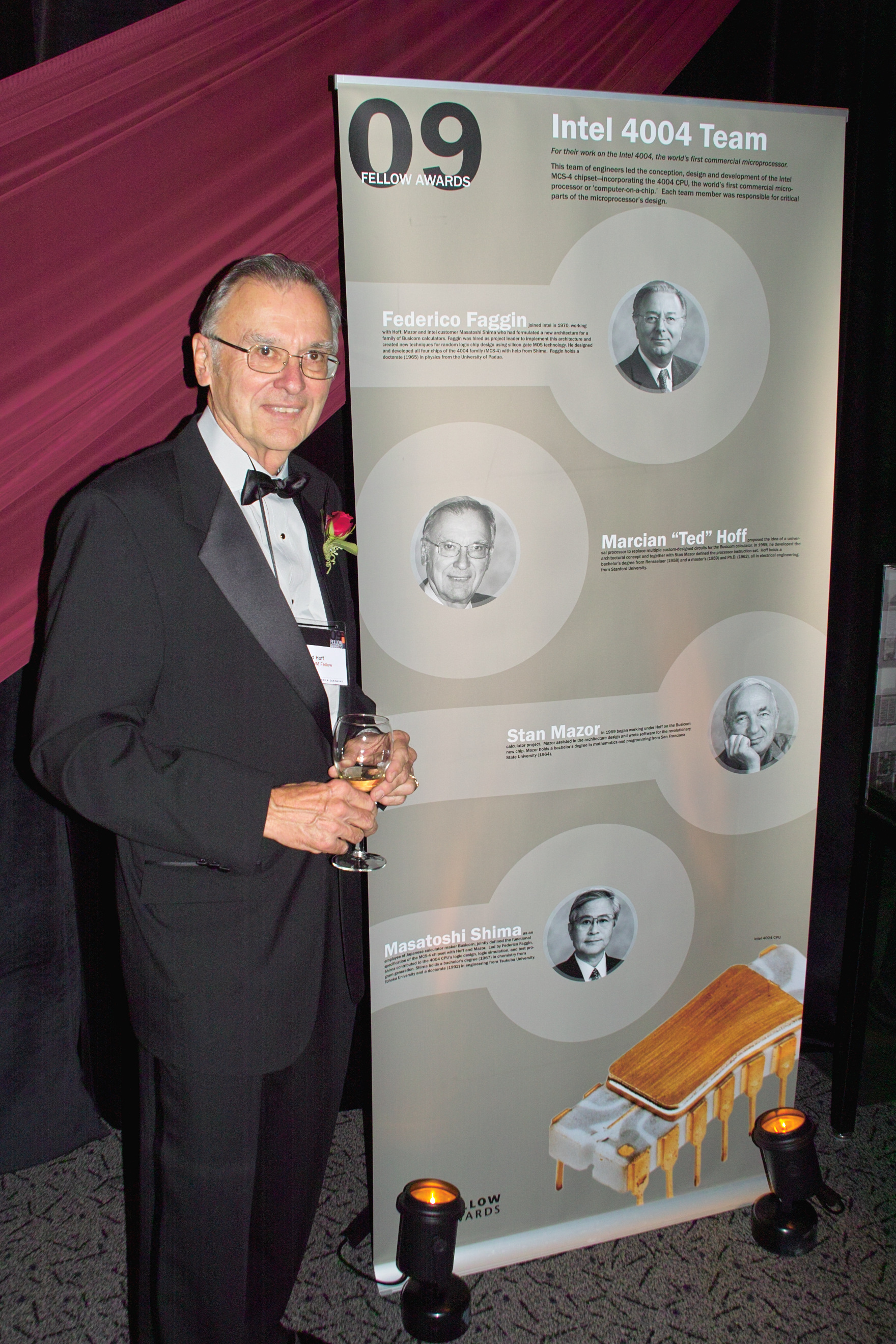
Marcian Edward Hoff, 2009

Marcian Edward „Ted“ Hoff Jr. (* 28. Oktober 1937 in Rochester, New York) ist ein US-amerikanischer Elektroingenieur und einer der Erfinder des Mikroprozessors.

## Leben und Wirken
Er erlangte 1958 seinen Bachelor in Elektrotechnik am Rensselaer Polytechnic Institute. Als Praktikant bei der General Railway Signal Corp. erhielt er seine ersten beiden Patente. An der Stanford University erlangte er 1959 seinen Master und 1962 seinen Ph.D. Im Rahmen seiner Doktorarbeit war er mit Professor Bernard Widrow Erfinder des LMS-Algorithmus. Beide stellten 1960 das Adaline-Modell eines neuronalen Netzes vor.
1968 ging Hoff als Mitarbeiter Nummer 12 zu Intel. Hier hatte er um 1969 die Idee von einem universellen Prozessor anstelle speziell entwickelter Schaltungen. Federico Faggin kam 1970 zu Intel und entwickelte die architektonische Idee für ein bahnbrechendes Silizium-Design, das den ersten Mikroprozessor in einem einzelnen Chip darstellte. Dies geschah unabhängig von Hoff und dessen Assistenten Stan Mazor. 1971 bereitete Faggin auch die erste Markteinführung des Prozessors Intel 4004 vor. Masatoshi Shima von Busicom assistierte Faggin während der ersten sechs Monate dieser Entwicklung.
1980 war Hoff der führende technische Leiter bei Intel. 1983 wurde er Vizepräsident bei der Computerfirma Atari Inc. und 1985 unabhängiger Berater. Von 1990 bis 2007 war er Cheftechnologe bei der FTI Teklicon, Inc.

## Auszeichnungen
- 1982 IEEE Fellow Award “For the conception and development of the microprocessor”
- 1994 wurde er mit dem Technologiepreis der Eduard-Rhein-Stiftung ausgezeichnet.
- 1997 wurde er mit dem Kyoto-Preis ausgezeichnet.